# شذام
شَذَّام (الاسم العلمي: Spicara)، جنس أسماك بحرية من رتبة الفرخيات وفصيلة الشذاميات. موطنها شرق المحيط الأطلسي وغرب المحيط الهندي..

## الأنواع
ويوجد حاليًا ثمانية أنواع معترف بها في هذا الجنس:
- Spicara alta (Osório, 1917) (Bigeye picarel)
- Spicara australis (Regan, 1921)
- Spicara axillaris (جورج ألبرت بولينغر, 1900)
- Spicara flexuosa  (Rafinesque, 1810)[3][4]
- Spicara maena (كارولوس لينيوس, 1758) (Blotched picarel)
- Spicara martinicus (اشيل فالنسيان, 1830)
- Spicara melanurus (اشيل فالنسيان, 1830) (Blackspot picarel)
- Spicara nigricauda (Norman, 1931) (Blacktail picarel)
- Spicara smaris (كارولوس لينيوس, 1758) (Picarel)